# 东瓯
东海，通称东瓯，又称瓯越，是越人在战国时期建立的国家，遭秦废黜后，又因参与反秦战争和佐汉灭楚而获西汉朝廷的冊封而重立复国，位于今中國浙江省南部瓯江和灵江流域一带，其疆域包括今天的温州、丽水与台州。相传其首领为越王勾践的后裔。
东瓯相传是古代越王后裔的封地，越国灭亡之后其王族后裔纷纷自立。秦国灭亡楚国后，随即“南征百越之君”。先是降服越君，在浙北一带设会稽郡，而后又宣布将东瓯王、闽越王废为君长。秦汉之际，越人首领驺摇参与攻打秦军，并在楚汉战争中支持刘邦，因而于西汉惠帝三年五月（前192年5月31日—前192年6月29日）获封为东海王（世称东瓯王），建立东瓯国。汉武帝建元三年（前138年），因担忧閩越军事威胁，末代东瓯王驺望请求举国内迁汉朝，被安置于江淮流域，东瓯王国就此终结。
东瓯的历史主要见载于《史记》和《汉书》中，其记录较少，留下诸多争议，如东瓯与其他百越民族的关系、东瓯王与越国王室的血缘、东瓯国都的所在地等。近代，因“瓯”为浙江省温州市的简称，使不少人都认为东瓯国的国都在温州。大溪东瓯古城遗址的考古发掘结果则引发东瓯国都在今浙江台州温岭境内的主张。

## 历史
周显王三十五年（公元前334年），越王勾践七世孙無彊与楚威王作战，战败被杀，越国于是瓦解，其王室诸族子分散流落在东海沿岸，称王、称君。秦灭六国、征百越后，秦始皇将东南沿海的闽越王无诸和闽君摇废为君长，在其领土上设置闽中郡，但“秦虽置郡，仍为无诸和摇所据，秦不得而有之”，实际上仍由越人首领统治。
秦二世继位后，陈胜、吴广发动起义，各地纷纷响应，无诸和摇跟随鄱阳令吴芮反秦。秦朝灭亡后，项羽封吴芮为衡山王，但因楚、越有旧隙，担心闽越强大对楚不利，不封无诸为王，而摇则仅为都尉。两人于是改投刘邦一方，协助平定三秦，征讨项羽。无诸于汉高帝五年（前202年）获封为闽越王，定都东冶（今福州境内）；摇于汉惠帝三年（前192年）获封为东海王，定都东瓯（今浙江东南），世称东瓯王。
汉景帝三年（前154年），吴王刘濞发动叛乱，史称七国之乱。刘濞遣使游说闽越和东瓯，闽越没有响应，而东瓯率兵相助。东瓯军队北上至长江，修筑越城（在后世上元县南，今南京境内），驻军于此。七国兵败，刘濞先逃至越城，再逃往丹徒。在汉廷的重金悬赏之下，东瓯王弟夷乌将军在丹徒杀死刘濞，东瓯王因此得到赦免，获封“彭泽王”，夷乌将军则被西汉封为“平都王”。
刘濞之子刘子驹逃亡至闽越，得到闽越国王郢的保护。为报杀父之仇，刘子驹多次劝说闽越王出兵讨伐东瓯。建元三年（前138年），闽越王郢出兵包围东瓯城，东瓯遂遣使向汉廷求救。太尉田蚡认为越人互相攻击是常见的事，反复无常，“中国”自秦朝以来就放弃了那里，不必插手其内部纷争。中大夫庄助则认为帮助告急的小国是天子的义务。汉武帝派庄助从会稽发兵，自海路驰援东瓯，但尚未到达闽越军队就已撤退。为躲避闽越的军事威胁，东瓯王望请求举国内迁，率领四万多人北上，被汉廷安置在江淮一带的庐江郡，东瓯国于是覆亡。

### 君主
东瓯王室姓驺，《史记》中有明确名字的只有摇和望两人，相差超过一代。《史记》记载驺摇是越王無彊的七世孙，《汉书》记为十世孙，后世部分学者则质疑东瓯王并非越王的后裔。
| 名字 | 在位时间               |
| ---- | ---------------------- |
| 驺摇 | 惠帝三年（前192年）—？ |
| ……   | ？                     |
| 驺望 | ？—建元三年（前138年） |

越人勇之在向汉武帝推荐长生之术时，曾提及一位传说中的前东瓯王，因虔诚敬鬼而活到160岁，但未提及其具体名字和年代。

### 东瓯与闽越
东瓯与闽越联系紧密。后世学者对两者的关系存在不同看法。一种观点认为，越国瓦解后，于越上层贵族南下至今浙江南部、福建北部，与当地原住民融合，形成闽越文化。汉初建立的闽越和随后分出去的东瓯，同属于闽越一族。另一种观点则认为，东瓯与闽越在分别建立郡国之前，即为两个不同的百越支系。

## 古蹟

### 遗址
东瓯国留下的考古遗存较少。2006年，浙江省考古所对浙江台州温岭大溪镇的古城遗址和塘山大墓进行发掘，认定其为汉初东瓯国的遗存，填补了东瓯国考古的空白。发掘报告亦引发了关于东瓯国都所在地的争议。一派认为，大溪古城即东瓯都城，塘山大墓乃东瓯王陵。另一派坚持传统观点，认为东瓯国都在瓯江下游南岸（今温州市区）或北岸（今温州永嘉瓯北），大溪古城是东瓯国北疆的军事城堡。

### 纪念建筑

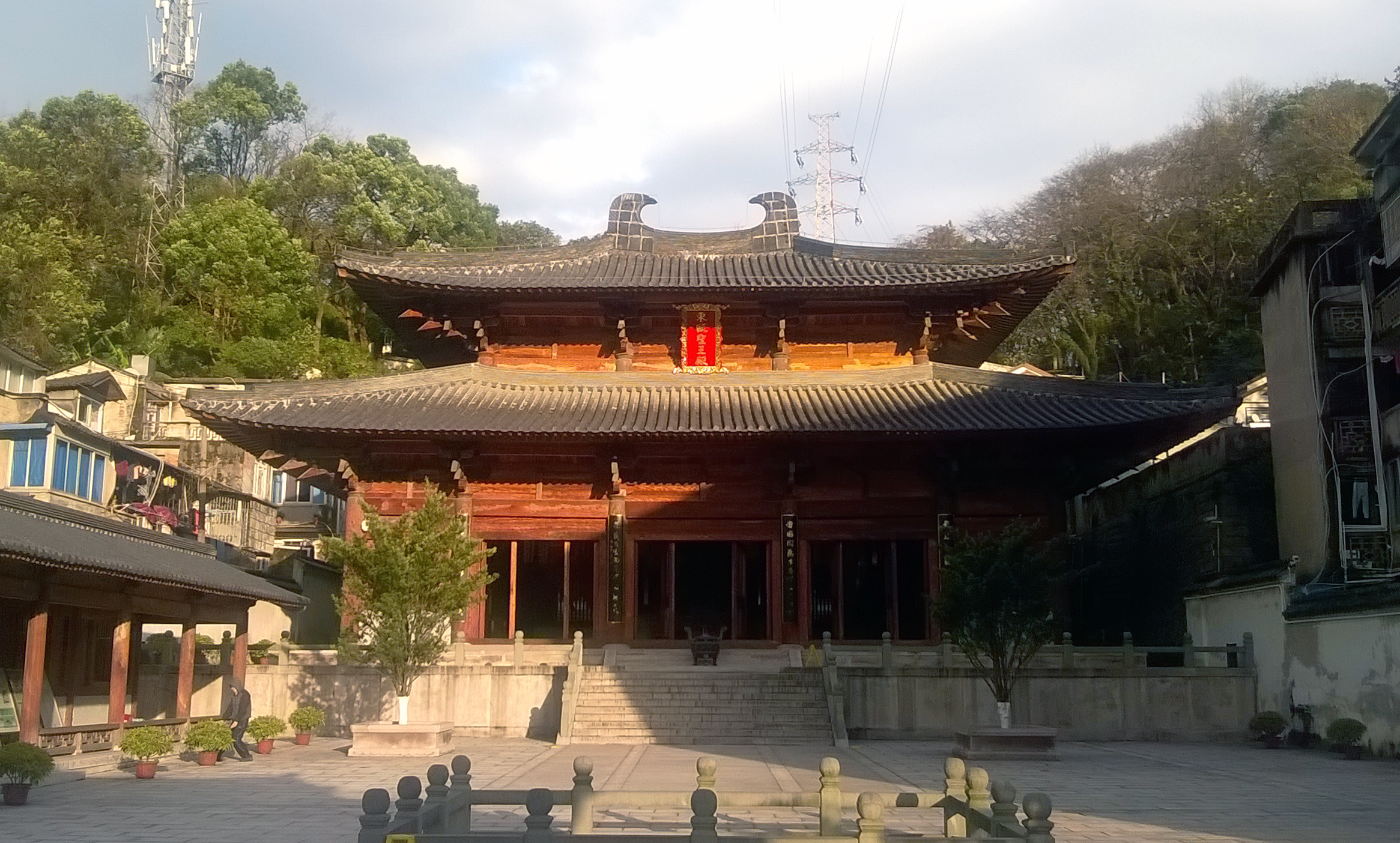
重建的东瓯王庙大殿

温州市区西山瓯浦垟建有东瓯王墓。据地方志记载，王墓原位于山顶。现存王墓位于山脚，为纪念性质，最初修建于清道光二十四年（1844年），文化大革命中遭破坏，1996年重修，2012年翻修、扩建为东瓯王墓文化公园。:93
温州老城内华盖里建有东瓯王庙。明朝洪武年间，朝廷诏封驺摇为东瓯王，每年三月初八致祭。王庙原位于海坛山麓；明成化年间迁至华盖山麓原东岳庙。1949年后，王庙改造为学校校舍，原建筑拆除，只留存门台。2013年，新建正殿及配殿，辟为东瓯国历史陈列馆。:147

## 延伸阅读
[在维基数据编辑]
 《史記/卷114》，出自司馬遷《史記》